# Transporter: Die Serie
Transporter: Die Serie (Originaltitel: Transporter: The Series) ist eine international koproduzierte Actionserie, die auf den The-Transporter-Filmen von Luc Besson basiert. Die Serie wird von den Sendern HBO, HBO Canada, dem französischen Sender M6 und RTL produziert, welche mit Ausnahme von HBO die Serie auch ausstrahlen. Die Erstausstrahlung fand am 11. Oktober 2012 beim deutschen Sender RTL statt. Nach zwei Staffeln wurde die Serie offiziell abgesetzt.

## Handlung
Die Serie erzählt die Geschichte der drei The-Transporter-Filme nicht neu, sondern knüpft an sie an.
Frank Martin, ein ehemaliger Elitesoldat, lebt nun an der Mittelmeerküste Südfrankreichs. Offiziell führt er ein zurückgezogenes, beschauliches Leben, aber in Wahrheit verdient er seinen Lebensunterhalt als Fahrer (er bevorzugt die Bezeichnung Transporter), der für mitunter zwielichtige Kunden gefährdete Personen oder brisante Objekte transportiert, wodurch er immer wieder in große Gefahr gerät. Unterstützt wird er dabei in Staffel 1 von Carla, die ihm seine Aufträge vermittelt und ihn mit Informationen versorgt, und vom Mechaniker Dieter. Der französische Inspektor Tarconi weiß über Franks Geschäfte Bescheid, hat sich aber damit abgefunden, dass er ihn nicht überführen kann, und mittlerweile sogar ein freundschaftliches Verhältnis zu ihm entwickelt.
In Staffel 2 hat er Cat mit im Team. Anstatt wie Carla nur telefonisch zu organisieren, ist diese fast immer am Ort des weltweiten Geschehens mit dabei. Jules Faroux ist ab Folge 19 als Mechaniker und Computerexperte dabei.

## Produktion
Die Pilotfolge wurde vom langjährigen Lost-Produzenten Stephen Williams realisiert. Weitere Regisseure sind Bruce McDonald (Degrassi: The Next Generation, Queer as Folk) und Andy Mikita (Stargate Universe und Syfys Sanctuary – Wächter der Kreaturen). Chris Vance übernimmt in der Serie die Rolle des „Transporters“ Frank Martin von Jason Statham, welcher die Figur in den Transporter-Filmen porträtierte. Die ungarische Schauspielerin Andrea Osvárt spielt die weibliche Hauptrolle in der Serie, eine frühere CIA-Agentin, die Frank Martin bei der Organisation seiner Missionen unterstützt.
François Berléand setzt seine Rolle des Inspektor Tarconi aus der Filmvorlage fort.
Für die erste Staffel wurden 12 Episoden geordert, welche mit einem Budget von 43 Millionen US-Dollar ausgestattet wurden.
Die ersten 5 Folgen der Serie wurde von RTL im deutschsprachigen Sendegebiet ab dem 11. Oktober 2012 um 20.15 gezeigt, die nächsten 5 ab dem 15. November 2012 erst um 21.15 Uhr. Für die letzten beiden wurde kein Ausstrahlungstermin angekündigt.
Anfang August 2013 wurde die Produktion einer zweiten Staffel angekündigt, in der Frank Spotnitz als neuer Showrunner für die Serie fungieren soll. Im Januar 2014 wurde bekanntgegeben, dass die zweite Staffel in das Programm vom US-amerikanischen Kabelsender TNT aufgenommen wurde, welcher zuvor schon die erste Staffel zeigte. Die Dreharbeiten zu den neuen Folgen begannen im Februar 2014.

## Besetzung und Synchronisation
| Schauspieler      | Rolle                  | Episoden         | Staffeln | Zeitraum  | Bemerkungen                                                                | Synchronsprecher    |
| ----------------- | ---------------------- | ---------------- | -------- | --------- | -------------------------------------------------------------------------- | ------------------- |
| Chris Vance       | Frank Martin           | 1–24             | 1–2      | 2012–2016 | Transporter, ehemaliger britischer Soldat                                  | Sascha Rotermund    |
| François Berléand | Inspektor Tarconi      | 1–13, 19, 21, 24 | 1–2      | 2012–2016 | französischer Inspektor, Freund von Frank                                  | Bodo Wolf           |
| Charly Hübner     | Dieter Hausmann        | 1–13             | 1–2      | 2012–2016 | Technikexperte, Mechaniker, Mitarbeiter und Freund von Frank               | Michael Lott        |
| Andrea Osvárt     | Carla Valeri           | 1–12             | 1        | 2012      | Computerexpertin, Assistentin von Frank                                    | Maria Koschny       |
| Delphine Chanéac  | Juliette Dubois        | 1–12             | 1        | 2012      | französische Agentin, Nachbarin von Frank                                  | Natascha Geisler    |
| Violante Placido  | Caterina „Cat“ Boldieu | 13–24            | 2        | 2016      | französische Agentin, Assistentin von Frank                                | Victoria Sturm      |
| Mark Rendall      | Jules Faroux           | 19–24            | 2        | 2016      | Computerexperte, ehemaliger Mitarbeiter von Olivier, Mitarbeiter von Frank | Julius Jellinek     |
| Dhaffer L'Abidine | Olivier Dassin         | 19–20, 22        | 2        | 2016      | Transporter, Rivale von Frank                                              | Charles Rettinghaus |
| Elyse Levesque    | Zara Knight            | 19, 24           | 2        | 2016      | Ex-Freundin von Frank                                                      | Vera Teltz          |

## Episodenliste

### Übersicht
| Staffel | Episodenzahl | Erstausstrahlung Deutschland | Erstausstrahlung Deutschland | Erstausstrahlung Kanada | Erstausstrahlung Kanada | Erstausstrahlung Frankreich | Erstausstrahlung Frankreich |
| Staffel | Episodenzahl | Staffelpremiere              | Staffelfinale                | Staffelpremiere         | Staffelfinale           | Staffelpremiere             | Staffelfinale               |
| ------- | ------------ | ---------------------------- | ---------------------------- | ----------------------- | ----------------------- | --------------------------- | --------------------------- |
| 1       | 12           | 11. Oktober 2012             | 20. Dezember 2012            | 4. Januar 2013          | 15. März 2013           | 6. Dezember 2012            | 10. Januar 2013             |
| 2       | 12           | 22. Januar 2016              | 8. April 2016                | 5. Oktober 2014         | 14. Dezember 2014       | 1. Januar 2015              | 5. Februar 2015             |

### Staffel 1
| Reihenfolge Deutschland | Reihenfolge Kanada | Reihenfolge Frankreich | Deutscher Titel               | Englischer Titel       | Regie                        | Drehbuch                                          | Erstausstrahlung Deutschland |
| ----------------------- | ------------------ | ---------------------- | ----------------------------- | ---------------------- | ---------------------------- | ------------------------------------------------- | ---------------------------- |
| 1                       | 3                  | 1                      | Eine neue Mission!            | The General's Daughter | Stephen Williams             | Alexander Ruemelin, Joseph Mallozzi & Paul Mullie | 11. Oktober 2012             |
| 2                       | 4                  | 3                      | Vaterliebe                    | Harvest                | Andy Mikita & Brad Turner    | Carl Binder                                       | 18. Oktober 2012             |
| 3                       | 10                 | 8                      | Echt falsch                   | The Switch             | Andy Mikita                  | Joseph Mallozzi & Paul Mullie                     | 25. Oktober 2012             |
| 4                       | 5                  | 4                      | Plan B                        | Dead Drop              | T.J. Scott                   | Benjamin Sokolowski, Carl Binder & Steve Bailie   | 1. November 2012             |
| 5                       | 2                  | 12                     | Vergeltung!                   | Payback                | Brad Turner & Bruce McDonald | Alexander Ruemelin, Joseph Mallozzi & Paul Mullie | 8. November 2012             |
| 6                       | 8                  | 5                      | Große Haie und kleine Fische  | Sharks                 | Bruce McDonald               | Joseph Mallozzi & Paul Mullie                     | 15. November 2012            |
| 7                       | 1                  | 2                      | Tod dem Fortschritt!          | Trojan Horsepower      | Brad Turner                  | Mahin Choudhary, David Kashyap & Steve Lightfood  | 29. November 2012            |
| 8                       | 6                  | 9                      | Blutdiamanten                 | Hot Ice                | Brad Turner                  | Steve Bailie                                      | 6. Dezember 2012             |
| 9                       | 9                  | 7                      | Die letzten Stunden von Paris | City of Love           | Brad Turner & Andy Mikita    | Alexander Ruemelin                                | 13. Dezember 2012            |
| 10                      | 12                 | 11                     | Cherchez la femme             | Cherchez La Femme      | Brad Turner                  | Steve Lightfoot                                   | 20. Dezember 2012            |
| 11                      | 11                 | 6                      | Wettlauf gegen die Zeit       | 12 Hours               | Bruce McDonald & Brad Turner | Carl Binder                                       | –                            |
| 12                      | 7                  | 10                     | Im Namen der Ehre             | Give the Guy a Hand    | George Mihalka               | Katie Ford                                        | –                            |

### Staffel 2
| Reihenfolge Deutschland | Reihenfolge Kanada | Reihenfolge Frankreich | Deutscher Titel          | Englischer Titel          | Regie               | Drehbuch                           | Erstausstrahlung Deutschland |
| ----------------------- | ------------------ | ---------------------- | ------------------------ | ------------------------- | ------------------- | ---------------------------------- | ---------------------------- |
| 13                      | 13                 | 13                     | Sein oder nichtsein      | 2B Or Not 2B              | Eric Valette        | Frank Spotnitz                     | 22. Januar 2016              |
| 14                      | 16                 | 14                     | Wie in alten Zeiten      | We Go Back                | Eric Valette        | Frank Spotnitz                     | 29. Januar 2016              |
| 15                      | 15                 | 23                     | Hoffnungszeichen         | Beacon of Hope            | Stefan Pleszczynski | Francesca Gardiner                 | 5. Februar 2016              |
| 16                      | 19                 | 18                     | Sex, Lügen und Videos    | Sex, Lies and Video Tapes | Stefan Pleszczynski | Frank Spotnitz                     | 12. Februar 2016             |
| 17                      | 14                 | 20                     | Kawumm!                  | Boom                      | Eric Canuel         | Ben Harris                         | 19. Februar 2016             |
| 18                      | 18                 | 15                     | Die Diva                 | Diva                      | Stefan Pleszczynski | Smita Bhide                        | 26. Februar 2016             |
| 19                      | 20                 | 16                     | Transporter x 2          | T2                        | P. J. Pesce         | Amira El Nemr & Francesca Gardiner | 4. März 2016                 |
| 20                      | 22                 | 17                     | Chimäre                  | Chimera                   | P. J. Pesce         | Jeffrey Allan Schechter            | 11. März 2016                |
| 21                      | 17                 | 19                     | Tödliche Nebenwirkungen  | Euphro                    | Eric Canuel         | Jeffrey Allan Schechter            | 18. März 2016                |
| 22                      | 21                 | 21                     | Vertrauen                | Trust                     | Eric Valette        | Ben Harris                         | 25. März 2016                |
| 23                      | 23                 | 22                     | Millionenschwerer Galopp | Sixteen Hands             | Gregory Lemaire     | Smita Bhide                        | 1. April 2016                |
| 24                      | 24                 | 24                     | Endspiel                 | Endgame                   | Eric Valette        | Frank Spotnitz & Ben Harris        | 8. April 2016                |

## Trivia
Frank Martins Dienstwagen ist ein Audi A8 in der 3. Generation in einer Sonderschutzausführung. Dieses Modell ist lediglich mit Automatikgetriebe im freien Handel erhältlich, im Film wird allerdings in kurzen Sequenzen ein manueller Schalthebel inkl. zugehöriger Pedalerie (entspricht einem Handschaltgetriebe) gezeigt.
Die Serie ist von auffälligen Produktplatzierungen geprägt. Als Autos der Bösewichte dienen z. B. in jeder Folge der ersten Staffel Mercedes-Benz M-Klasse-Geländewagen. Die Mobiltelefone werden fast ausschließlich durch das iPhone 4 repräsentiert.
Mit Charly Hübner, dessen Figur in Folge 1 von Staffel 2 stirbt, hat auch ein deutscher Schauspieler eine feste Rolle in der Serie. Hannes Jaenicke und Uwe Ochsenknecht haben Gastauftritte.